# Macrognathus aculeatus
Macrognathus aculeatus — вид злитнозяброподібних риб родини Хоботорилі (Mastacembelidae).

## Поширення
Вид поширений у Південно-Східній Азії (Таїланд, Малайзія, Індонезія (зокрема на острові Калімантан)). Інтродукований у Бангладеш, Непал, Індію, В'єтнам.

## Опис
Максимальна довжина тіла становить 38 см. Спина жовтого кольору, чорна лінія посередині тіла, черево, як правило, поєднує білий і коричневий колір. Спинний плавець має численні ізольовані невеликі колючки, які можуть підніматись, тому цю рибу називають колючим вугром. Спинний плавець також має багато темних вічок уздовж основи. Є багато різних варіацій забарвлення виду.

## Спосіб життя
Риба живе у середніх і великих річках. Знайдений у рівнинних водно-болотних угіддях і торфовищах. Під час нересту відкладає понад 1000 ікринок.